# Liste der italienischen Botschafter in Japan
Liste der Leiter der italienischen Auslandsvertretung in Tokio, Japan
| Ernennung/Akkreditierung | Name                                               | Bemerkungen     | ernannt von               | akkreditiert während der Regierung von | Posten verlassen |
| ------------------------ | -------------------------------------------------- | --------------- | ------------------------- | -------------------------------------- | ---------------- |
| 31. März 1867            | Vittorio Sallier de la Tour                        |                 | Urbano Rattazzi           | Meiji                                  |                  |
| 7. März 1870             | Alessandro Fè d’Ostiani                            |                 | Urbano Rattazzi           | Meiji                                  |                  |
| 22. Feb. 1877            | Raffaele Ulissa Barbolani                          |                 | Agostino Depretis         | Meiji                                  |                  |
| 27. Apr. 1882            | Eugenio Martin Lanciarez                           | Geschäftsträger | Agostino Depretis         | Meiji                                  |                  |
| 21. Dez. 1883            | Renato De Martino                                  |                 | Agostino Depretis         | Meiji                                  |                  |
| 19. Aug. 1894            | Ercole Orfini                                      |                 | Francesco Crispi          | Itō Hirobumi                           |                  |
| 18. Apr. 1901            | Giulio Melegari                                    |                 | Giuseppe Zanardelli       | Katsura Tarō                           |                  |
| 16. Juli 1904            | Giulio Cesare Vinci Gigliucci                      |                 | Giovanni Giolitti         | Katsura Tarō                           |                  |
| 31. Dez. 1907            | Giovanni Gallina                                   | Botschafter     | Sidney Sonnino            | Saionji Kimmochi                       |                  |
| 5. Juli 1908             | Alessandro Guiccioli                               |                 | Sidney Sonnino            | Katsura Tarō                           |                  |
| 4. Dez. 1915             | Fausto Cucchi Boasso                               |                 | Antonio Salandra          | Ōkuma Shigenobu                        |                  |
| 9. Apr. 1917             | Luigi Girolamo Cusani Confalonieri                 |                 | Vittorio Emanuele Orlando | Terauchi Masatake                      |                  |
| 17. Feb. 1920            | Raniero Paulucci di Calboli                        |                 | Francesco Saverio Nitti   | Hara Takashi                           |                  |
| 9. Nov. 1920             | Carlo Aliotti                                      |                 | Francesco Saverio Nitti   | Hara Takashi                           |                  |
| 12. Nov. 1922            | Giacomo De Martino                                 |                 | Benito Mussolini          | Katō Tomosaburō                        |                  |
| 2. Apr. 1925             | Giulio Della Torre di Lavagna (1864–1933)          |                 | Benito Mussolini          | Kiyoura Keigo                          |                  |
| 6. Jan. 1928             | Pompeo Aloisi                                      |                 | Benito Mussolini          | Tanaka Giichi                          |                  |
| 22. Feb. 1930            | Giovanni Cesare Majoni                             |                 | Benito Mussolini          | Hamaguchi Osachi                       |                  |
| 5. Jan. 1933             | Giacinto Auriti                                    |                 | Benito Mussolini          | Saitō Makoto                           |                  |
| 23. Okt. 1933            | Giacinto Auriti                                    |                 | Benito Mussolini          | Saitō Makoto                           |                  |
| 29. Jan. 1940            | Mario Indelli                                      |                 | Benito Mussolini          | Yonai Mitsumasa                        |                  |
| 1. Mai 1947              | Giovanni Revedin Di San Martino                    | Geschäftsträger | Ferruccio Parri           | Katayama Tetsu                         |                  |
| 15. Juni 1951            | Blasco Lanza D’Ajeta                               | Geschäftsträger | Ferruccio Parri           | Yoshida Shigeru                        |                  |
| 11. Apr. 1952            | Blasco Lanza D’Ajeta                               |                 | Ferruccio Parri           | Yoshida Shigeru                        |                  |
| 26. Feb. 1955            | Marcello Del Drago                                 |                 | Antonio Segni             | Hatoyama Ichirō                        |                  |
| 23. Aug. 1956            | Cristoforo Fracassi Ratti Mentone Di Torre Rossano |                 | Antonio Segni             | Ishibashi Tanzan                       |                  |
| 9. Mai 1958              | Maurilio Coppini                                   |                 | Amintore Fanfani          | Kishi Nobusuke                         |                  |
| 8. Aug. 1962             | Maurilio Coppini                                   |                 | Fernando Tambroni         | Ikeda Hayato                           |                  |
| 30. Sep. 1965            | Alberico Casari                                    |                 | Giovanni Leone            | Satō Eisaku                            |                  |
| 15. Mai 1968             | Justo Giusti Del Giardino                          |                 | Giovanni Leone            | Satō Eisaku                            |                  |
| 16. März 1974            | Carlo Perrone Capano                               |                 | Aldo Moro                 | Miki Takeo                             |                  |
| 19. Jan. 1977            | Vincenzo Tornetta                                  |                 | Giulio Andreotti          | Fukuda Takeo                           |                  |
| 4. Sep. 1979             | Vincenzo Tornetta                                  |                 | Francesco Cossiga         | Ōhira Masayoshi                        |                  |
| 23. Jan. 1980            | Boris Bianchieri-Chiappori                         |                 | Francesco Cossiga         | Suzuki Zenkō                           |                  |
| 28. März 1984            | Marcello Guidi                                     |                 | Bettino Craxi             | Nakasone Yasuhiro                      |                  |
| 12. Jan. 1986            | Bartolomeo Attolico                                |                 | Bettino Craxi             | Nakasone Yasuhiro                      |                  |
| 21. Nov. 1986            | Bartolomeo Attolico                                |                 | Bettino Craxi             | Nakasone Yasuhiro                      |                  |
| 27. Jan. 1992            | Paolo Galli                                        |                 | Giuliano Amato            | Miyazawa Kiichi                        |                  |
| 15. Feb. 1995            | Giovanni Dominedò                                  |                 | Lamberto Dini             | Murayama Tomiichi                      |                  |
| 29. März 1999            | Gabriele Menegatti                                 |                 | Massimo D’Alema           | Keizō Obuchi                           |                  |
| 7. Juli 2003             | Mario Bova                                         |                 | Silvio Berlusconi         | Jun’ichirō Koizumi                     |                  |
| Aug. 2008                | Vincenzo Petrone                                   |                 | Silvio Berlusconi         | Yasuo Fukuda                           |                  |
| 23. Nov. 2012            | Domenico Giorgi                                    | [ 1 ]           | Kabinett Monti            | Kabinett Noda (3. Umbildung)           |                  |
| 27. März 2017            | Giorgio Starace                                    | [ 2 ]           | Kabinett Gentiloni        | Kabinett Shinzō Abe III (2. Umbildung) |                  |